# Garden Grove, Kalifornija
Garden Grove je grad u američkoj saveznoj državi Kaliforniji, u okrugu Orange. Prema službenoj procjeni iz 2009. godine ima 174.715 stanovnika.
Prepoznatljivi simbol Garden Grovea je Kristalna katedrala (Crystal Cathedral), čiji je idejni autor evangelistički pastor Robert H. Schuller, poznat po svojim vjerskim TV emisijama. Kristalna katedrala može primiti oko 2900 vjernika.
Garden Grove je osnovan 1874., a status grada ima od 1956., kada je imao 41.238 stanovnika. Godine 2000. 31% stanovništva bilo je azijskog (većinom vijetnamskog ili korejskog) podrijetla. Većina Azijata doselila se u grad tijekom 1970-ih i 1980-ih godina.

## Vanjske poveznice
- Službena stranica (engl.)

### Ostali projekti
|  | Zajednički poslužitelj ima još gradiva o temi Garden Grove, Kalifornija |